# Nesticus silvestrii
Nesticus silvestrii là một loài nhện trong họ Nesticidae.
Loài này thuộc chi Nesticus. Nesticus silvestrii được Jean-Louis Fage miêu tả năm 1929.